# Вест-Ерл Тауншип (округ Ланкастер, Пенсільванія)
Вест-Ерл Тауншип (англ. West Earl Township) — селище (англ. township) в США, в окрузі Ланкастер штату Пенсільванія. Населення — 8560 осіб (2020).

## Демографія
Згідно з переписом 2010 року, у селищі мешкало 7868 осіб у 2610 домогосподарствах у складі 2041 родини. Було 2678 помешкань
Расовий склад населення:
| - 95,2 % — білих - 2,2 % — азіатів - 0,8 % — чорних або афроамериканців - 0,1 % — корінних американців |

До двох чи більше рас належало 1,0 %. Частка іспаномовних становила 2,9 % від усіх жителів.
За віковим діапазоном населення розподілялося таким чином: 28,9 % — особи молодші 18 років, 54,6 % — особи у віці 18—64 років, 16,5 % — особи у віці 65 років та старші. Медіана віку мешканця становила 37,1 року. На 100 осіб жіночої статі у селищі припадало 94,9 чоловіків;  на 100 жінок у віці від 18 років та старших — 90,9 чоловіків також старших 18 років.
Середній дохід на одне домашнє господарство  становив 70 288 доларів США (медіана — 58 939), а середній дохід на одну сім'ю — 78 740 доларів (медіана — 65 587). Медіана доходів становила 47 646 доларів для чоловіків та 31 250 доларів для жінок. За межею бідності перебувало 8,7 % осіб, у тому числі 11,1 % дітей у віці до 18 років та 11,6 % осіб у віці 65 років та старших.
Цивільне працевлаштоване населення становило 3925 осіб. Основні галузі зайнятості: виробництво — 21,0 %, освіта, охорона здоров'я та соціальна допомога — 16,5 %, роздрібна торгівля — 15,4 %.